# Alexie
Alexie (van het Oudgrieks ἄ, dat een ontkenning aanduidt, en λέξις, woord) is de medische benaming voor het onvermogen tot (begrijpend) lezen, hoewel het gezichtsvermogen intact is. Alexie wordt gerekend tot de fatische stoornissen, waartoe ook afasie (dysfasie) en agrafie behoren. Het komt vaak in combinatie met een van deze symptomen voor. Het wordt soms ook wel visuele afasie of woordblindheid genoemd.
Alexie kan echter ook zonder duidelijke afasie voorkomen, als bijvoorbeeld een bloeding of een infarct in de pariëto-temporo-occipitale associatieschors de functie van dit hersengebied verstoort. De linker pariëto-temporo-occipitale associatieschors zorgt namelijk normaliter voor een verbinding tussen de occipitaal gelegen visuele schors en het temporaal gelegen sensorische spraakcentrum van Wernicke, zodat betekenis wordt gegeven aan geschreven of gedrukte letters. Onvermogen hierin zonder de aanwezigheid van agrafie gaat vaak gepaard met achromatopsie (afwezig kleurenzien), visuele agnosie (onvermogen tot het benoemen van kleuren) en een rechtszijdige homonieme hemianopsie en is het gevolg van een laesie in het linker splenium van het corpus callosum. Bij laesies aan de achterste rand van het centrum van Wernicke is de patiënt vanwege een intacte verbinding tussen de visuele schors en het motorische spraakcentrum van Broca wel in staat de tekst hardop te lezen, maar begrijpt hij hetgeen hij gelezen heeft niet.